# Pääsaaret (öar)
Pääsaaret, nordsamiska: Uáivisuolluuh, är öar i Finland. De ligger i sjön Enare träsk och i kommunen Enare i den ekonomiska regionen Norra Lappland och landskapet Lappland, i den norra delen av landet, 1 000 km norr om huvudstaden Helsingfors. Arean för den av öarna koordinaterna pekar på är 71,1 hektar och dess största längd är 1,6 kilometer i nord-sydlig riktning.  Notera att namnet antyder att det är fråga om flera öar.